# Microcreagrella caeca caeca
Microcreagrella caeca caeca es una subespecie de arácnido del orden Pseudoscorpionida de la familia Syarinidae.

## Distribución geográfica
Se encuentra en las Islas Azores.